# なでしこリーグオールスター
なでしこリーグオールスター（なでしこ・りーぐ・おーるすたー）は日本女子サッカーリーグ（なでしこリーグ） により行われる大会。男子のJリーグの「Jリーグオールスター戦」に相当し、ディビジョン1に属する8チームを東西に分けて対戦する。
その方式からかつて行われていたJLSL東西対抗戦の復活と位置づけられるが、同大会が「バレンタインサッカーフェスティバル」という副題のとおりバレンタインデー（2月14日）に近い2月の日曜日（第2回大会のみ3月）というシーズンオフに行われたのに対し、この大会はJリーグと同様、シーズン途中に行われる。またサポーター投票が行われるのもこの大会の特徴である。
この項では2011年にオールスターの代替試合として行なわれた「サッカー女子日本代表対なでしこリーグ選抜」についても記す。

## 各回の成績とメンバー

### 第1回（2006年）
- 主催：財団法人日本サッカー協会　日本女子サッカーリーグ
- 主管：日本女子サッカーリーグ　東京都サッカー協会
- 協賛：モック　アディダスジャパン　モルテン　サンメッセ　日本航空　三井生命保険　レッドブル・ジャパン
- 後援：読売新聞社　東京都教育委員会

競技方法
- 2006 モックなでしこリーグ1部に所属の8チームを所在地別に以下の4チームずつに分け、なでしこEASTとなでしこWESTに編成する
- なでしこEAST：東京電力女子サッカー部マリーゼ、浦和レッドダイヤモンズ・レディース、日テレ・ベレーザ、伊賀フットボールクラブくノ一
- なでしこWEST：スペランツァF.C.高槻、TASAKIペルーレFC、INACレオネッサ、岡山湯郷Belle
- 試合は90分（前後半各45分）で行う
- 勝敗が決しない場合は延長戦、PK戦は行わない

選出方法
- 1チームはディビジョン1から16名により構成される。
- 16名のうち7名は「モックなでしこリーグ オフィシャルウェブサイト」からのサポーター投票により選出。インターネットのみにより1端末からは1回のみ投票可。9名は両チーム監督、コーチの推薦により選出される。

#### 試合結果
| #1 | 2006年8月27日 19:05 |

| なでしこEAST | 1 - 2 | なでしこWEST                  |
| 大野忍 59分  |       | 大谷未央 20分 · 相澤舞衣 54分 |

| 国立霞ヶ丘競技場陸上競技場 観客数: 8,027人 |

- JAL MVP賞：大谷未央 (WEST)
- モック感動プレー賞：酒井與恵 (EAST)　原歩 (WEST)

#### 選出メンバー
- 太字はサポーター投票選出、数字は背番号、(Cap.)はチームキャプテン

なでしこEAST
- 監督：松田岳夫 (ベレーザ監督)
- コーチ：谷由美 (伊賀FC監督)
- GK：1.山郷のぞみ (浦和  70分)
- DF：5.川上直子 (ベレーザ)　4.宇野涼子 (マリーゼ)　3.山岸靖代 (伊賀FC  45分)
- MF：7.安藤梢 (浦和  70分)　10.(Cap.)澤穂希 (ベレーザ)　6.酒井與恵 (ベレーザ)　8.柳田美幸 (浦和)　15.中村真実 (マリーゼ  70分)
- FW：9.大野忍 (ベレーザ)　11.北本綾子 (浦和  45分)

SUB
- GK：16.増田亜矢子 (マリーゼ  70分)
- DF：14.豊田奈夕葉 (ベレーザ  45分)　2.田代久美子 (浦和  70分)
- FW：12.永里優季 (ベレーザ  45分)　13.村岡夏希 (伊賀FC  70分)

辞退
- FW：--.丸山桂里奈 (マリーゼ)：ケガのため

なでしこWEST
- 監督：仲井昇 (TASAKI監督)
- コーチ：細田真砂智 (FC高槻監督)
- GK：12.福元美穂 (湯郷ベル  83分)
- DF：2.磯﨑浩美 (TASAKI)　3.下小鶴綾 (TASAKI)　5.藤村智美 (INAC  45分)　4.佐藤シェンネン (湯郷ベル)
- MF：6.庭田亜樹子 (FC高槻)　7.山本絵美 (TASAKI  61分)　8.原歩 (INAC  61分)　10.宮間あや (湯郷ベル)
- FW：9.(Cap.)大谷未央 (TASAKI)　11.鈴木智子 (TASAKI  45分)

SUB
- GK：1.秋山智美 (TASAKI  83分)
- DF：13.奥田亜希子 (FC高槻  45分)
- MF：14.相澤舞衣 (FC高槻  45分)　15.中田麻衣子 (湯郷ベル  61分)
- FW：16.加戸由佳 (湯郷ベル  61分)

### 第2回（2007年）
- 主催：財団法人日本サッカー協会　日本女子サッカーリーグ
- 主管：日本女子サッカーリーグ　東京都サッカー協会
- オフィシャルサプライヤー：モルテン
- 協賛：アディダスジャパン　日本航空　サンメッセ　キリンビール　ソニーマーケティング　株式会社 山武
- 後援：東京都　読売新聞社

競技方法
- 2007 モックなでしこリーグ1部に所属の8チームを所在地別に以下の4チームずつに分け、なでしこEASTとなでしこWESTに編成する
  - なでしこEAST：浦和レッドダイヤモンズ・レディース、日テレ・ベレーザ、アルビレックス新潟レディース、大原学園JaSRA女子サッカークラブ
  - なでしこWEST：伊賀フットボールクラブくノ一、TASAKIペルーレFC、INACレオネッサ、岡山湯郷Belle
- 試合は90分（前後半各45分）で行う。勝敗が決しない場合は延長戦、PK戦は行わない。

選出方法
- 選手は1チーム16名までとする。
- 2007年4月27日（金）までのリーグ登録選手から選出する。
- 各チーム7名（GK-1、DF・MF・FW-各2名）はサポーターによる投票の中から選ばれた選手、9名は該当チーム監督、コーチによる推薦により決定する。ただし1チームから1名以上選出し、外国籍選手は3人まで。
- サポーターによる投票は公式ウェブ（各チーム7名（GKは1名、DF・MF・FWは各2名）合計14名まで）または往復はがき（EAST、WEST各1名、合計2名まで。手書きのみ有効）で、各々一人1回のみ。

#### 試合結果
| #2 | 2007年8月19日 17:02 |

| なでしこEAST                                    | 3 - 3 | なでしこWEST                                 |
| 柳田美幸 28分 · 北本綾子 47分 · 荒川恵理子 66分 |       | 鈴木智子 8分 · 米津美和 30分 · 阪口夢穂 64分 |

| 国立西が丘サッカー場 観客数: 3,648人 主審: 大岩真由美 副審: 吉澤久恵、新川里佳子 第4の審判: 深野悦子 |

- JAL MVP賞：宮間あや (WEST)

#### 選出メンバー
- 太字はサポーター投票選出、数字は背番号、(Cap.)はチームキャプテン

なでしこEAST
- 監督：松田岳夫 (ベレーザ監督)
- コーチ：永井良和 (浦和監督)
- GK：1.山郷のぞみ (浦和  64分)
- DF：2.田代久美子 (浦和)　3.矢野喬子 (浦和)　5.(Cap.)酒井與恵 (ベレーザ)
- MF：6.津波古友美子 (大原学園  45分)　7.柳田美幸 (浦和)　8.安藤梢 (浦和)　10.澤穂希 (ベレーザ)　14.江橋桂 (新潟L)
- FW：9.大野忍 (ベレーザ  45分)　11.荒川恵理子 (ベレーザ  79分)

SUB
- GK：16.小野寺志保 (ベレーザ  64分)
- DF：13.豊田奈夕葉 (ベレーザ  45分)
- FW：12.北本綾子 (浦和  45分)　15.永里優季 (ベレーザ  79分)

辞退
- DF：4.片桐ひろみ (新潟L)：ケガのため

なでしこWEST
- 監督：仲井昇 (TASAKIペルーレFC監督)
- コーチ：本田美登里 (湯郷ベル監督) 田渕径二 (INAC監督) *
- GK：1.福元美穂 (湯郷ベル)
- DF：5.(Cap.)磯﨑浩美 (TASAKI)　3.下小鶴綾 (TASAKI)　4.甲斐潤子 (TASAKI)
- MF：6.宮本ともみ (伊賀FC  45分)　7.山本絵美 (TASAKI)　10.宮間あや (湯郷ベル)　14.佐野弘子 (TASAKI  45分)
- FW：11.中田麻衣子 (湯郷ベル  45分)　13.鈴木智子 (TASAKI  45分)　15.米津美和 (INAC  45分)

SUB
- GK/MF：16.阪口夢穂 (TASAKI  45分)
- DF：2.山岸靖代 (INAC  45分)
- MF：8.原歩 (INAC  45分)　12.中野真奈美 (湯郷ベル  45分)
- FW：9.大谷未央 (TASAKI  45分)

*当初の予定から変更

### 第3回（2008年）
- 2008 プレナスなでしこリーグ1部に所属の8チームを所在地別に以下の4チームずつに分け、なでしこEASTとなでしこWESTに編成する
  - なでしこEAST：東京電力女子サッカー部マリーゼ、浦和レッドダイヤモンズ・レディース、日テレ・ベレーザ、アルビレックス新潟レディース
  - なでしこWEST：伊賀フットボールクラブくノ一、TASAKIペルーレFC、INACレオネッサ、岡山湯郷Belle
- 北京オリンピックで日本女子代表（なでしこジャパン）がベスト4に進出した直後の大会とあって、観客数は昨年より1.5倍に増加した。

#### 試合結果
| #3 | 2008年8月31日 17:00 |

| なでしこEAST               | 2 - 2 | なでしこWEST                        |
| 北本綾子 1分 · 大野忍 63分 |       | 川澄奈穂美 70分 · プレチーニャ 75分 |

| 国立西が丘サッカー場 観客数: 5,485人 |

- JAL MVP賞：澤穂希 (EAST)

### 第4回（2009年）
- チーム名はこれまでの「なでしこEAST」「なでしこWEST」に代わり、2009 プレナスなでしこリーグ1部の第14節終了時点の順位が奇数のチームを「なでしこCINZA」（浦和、ベレーザ、千葉L、湯郷ベル）、偶数のチームを「なでしこROSA」（マリーゼ、INAC、新潟L、FC高槻）とする。チーム名はポルトガル語で「CINZA」はグレー、「ROSA」はピンクを意味し、そのままユニフォームの色に使われた。

#### メンバー
【　メンバー　】
<　なでしこ　CINZA　>
1　GK　山郷のぞみ 浦和　（CAP）
2　DF　岩清水梓　ベレーザ
4　DF　須藤安紀子　ベレーザ
6　DF　近賀ゆかり  ベレーザ
5　MF　宇津木瑠美　ベレーザ
7　MF　庭田亜樹子　浦和
8　MF　柳田美幸　浦和
11　MF　安田有希　ジェフレディース
13　MF　中野真奈美　湯郷ベル
10　FW　安藤梢　浦和
15　FW　石田美穂子　ジェフレディース
SUB
16　GK　福元美穂　湯郷ベル
3　DF　矢野喬子　浦和
12　DF　土橋優貴　浦和
9　FW　大野忍　ベレーザ
14　FW　北本綾子　浦和

<　なでしこROSA　>
1　GK　大友麻衣子　新潟レディース
2　DF　鮫島彩　マリーゼ
3　DF　宮崎有香　マリーゼ
4　DF　長船加奈　マリーゼ
5　DF　甲斐潤子　INAC
7　MF　上尾野辺めぐみ　新潟レディース
8　MF　宮本ともみ　マリーゼ　（CAP）
9　MF　那須麻衣子　INAC
13　MF　米津美和　INAC
11　FW　川澄奈穂美　INAC
14　FW　大石沙耶香　新潟レディース
SUB
16　GK　海堀あゆみ　INAC
6　DF　奥田亜希子　FC高槻
12　MF　原歩　INAC
10　FW　丸山桂里奈　マリーゼ
| #4 | 2009年8月30日 17:00 |

| なでしこCINZA                   | 2 - 0 | なでしこROSA |
| 庭田亜樹子 11分 · 北本綾子 84分 |       |              |

| 国立西が丘サッカー場 観客数: 3,323人 |

- JAL MVP賞：山郷のぞみ (CINZA)

### 第5回（2010年）
- チーム分けはプレナスなでしこリーグカップ2010の予選リーグAグループを「なでしこSUSERI」（マリーゼ、千葉L、新潟L、伊賀FC）、Bグループを「なでしこCUCURI」（INAC、湯郷ベル、AS狭山、福岡J）とする。共に日本神話に登場する女神からの命名で、「SUSERI」はスセリビメ、「CUCURI」は菊理媛神からとられた。
- チームの監督は初めてチーム外部から招聘する形を取り、SUSERIは早野宏史、CUCURIは松木安太郎が監督を務める。
- 今回はプレナスなでしこリーグカップ2010の決勝戦・浦和対ベレーザの対戦の前座として開催されたため、この2チームについてはメンバーから除外する形で行われた。

選出方法
- 選手は1チーム16名までとする。
- 第8節終了時点（2010年7月4日）で、6試合以上出場した選手。
- 各チーム7名（GK-1、DF・MF・FW-各2名）はサポーターによる投票の中から選ばれた選手、9名は該当チーム監督、コーチによる推薦により決定する。ただし1チームから1名以上選出する。
- サポーターによる投票は公式ウェブサイトにてインターネット投票を実施、各々一人1回のみ。ハガキ・FAX投票は行わない。

#### 試合結果
| #5 | 2010年8月22日 16:00 |

| なでしこSUSERI                                           | 4 - 1 | なでしこCUCURI |
| 長船加奈 5分 · 上尾野辺めぐみ 40分, 52分 · 安田有希 82分 |       | 川村真理 75分  |

| 国立西が丘サッカー場 観客数: 3,362 主審: 井脇真理子 副審: 吉澤久恵、鮎貝志保 第4の審判: 新川里佳子 |

- プレナスMVP賞：上尾野辺めぐみ (SUSERI)

#### 選出メンバー
- 太字はサポーター投票選出、数字は背番号、(Cap.)はチームキャプテン

なでしこSUSERI
- 監督：早野宏史
- コーチ：菅野将晃 (マリーゼ監督)
- GK：1.船田麻友 (千葉L  45分)
- DF：2.鮫島彩 (マリーゼ)　3.阿部麻美 (千葉L  73分)　4.長船加奈 (マリーゼ)　16.川村優理 (新潟L)
- MF：6.宮本ともみ (マリーゼ  73分)　8.上辻佑実 (マリーゼ)　9.清水由香 (千葉L)　10.(Cap.)上尾野辺めぐみ (新潟L)
- FW：11.安本紗和子 (マリーゼ  73分)　14.菅澤優衣香 (新潟L  45分)

SUB
- GK：12.大友麻衣子 (新潟L  45分)
- DF：5.山本亜里奈 (新潟L  73分)　13.道倉宏子 (伊賀FC  73分)
- MF：7.安田有希 (千葉L  45分)　15.堤早希 (伊賀FC  73分)

なでしこCUCURI
- 監督：松木安太郎
- コーチ：髙須理稔 (INAC監督)
- GK：1.(Cap.)福元美穂 (湯郷ベル  45分)
- DF：2.神成美紀 (福岡J  45分)　3.板谷麻美 (福岡J)　5.安田邦子 (湯郷ベル)　16.津波古友美子 (湯郷ベル)
- MF：6.岩澤和 (AS狭山  45分)　7.櫨まどか (INAC)　8.中野真奈美 (湯郷ベル  45分)　13.川村真理 (福岡J)
- FW：9.川澄奈穂美 (INAC)　14.齋藤有里 (AS狭山  45分)

SUB
- GK：12.海堀あゆみ (INAC  45分)
- DF：4.甲斐潤子 (INAC  45分)
- MF：11.田中明日菜 (INAC  45分)　15.花田亜衣子 (福岡J  45分)
- FW：10.高瀬愛実 (INAC  45分)

### 2011年
8月21日に第6回オールスターを開催する方針だったが、サッカー日本女子代表の強化試合として、女子代表となでしこリーグ選抜（女子代表に選ばれなかった選手を対象としたチーム）による「東日本大震災復興支援チャリティーマッチ　がんばろうニッポン!・なでしこジャパン対なでしこリーグ選抜」を8月19日に国立霞ヶ丘陸上競技場で開催することになり、オールスターとしての開催は休止となった。なお、なでしこリーグ選抜の監督はINAC監督の星川敬が務めた。
日本代表はロンドンオリンピックアジア最終予選での登録メンバーを起用したが、海外クラブ所属選手の一部はクラブ側の都合により参加していない。

#### 試合結果
| 2011年8月19日 19:20 |

| サッカー女子日本代表                              | 3 - 2 | なでしこリーグ選抜              |
| 近賀ゆかり 15分 · 川澄奈穂美 18分 · 阪口夢穂 23分 |       | 菅澤優衣香 49分 · 渡辺彩香 90分 |

| 国立霞ヶ丘陸上競技場 観客数: 22,049 主審: 深野悦子 |

### 第6回 （2012年）
- 2年ぶりに開催される第6回のオールスター戦は同年9月9日にNACK5スタジアム大宮で開催された。なおオールスター戦は「プレナスなでしこリーグカップ2012 powered by クリクラ」決勝戦の前座試合として行なわれ、決勝に進出したINACとベレーザの選手は選出されなかった。

選出方法
- チーム分けは2012 プレナスなでしこリーグ第9節終了時点での順位によりAthena（奇数順位。岡山湯郷ベル、千葉L、伊賀FC、大阪高槻）とMinerva（偶数順位。浦和、新潟L、狭山FC、福岡J）に分けられる。チーム名はギリシア神話に登場する女神・アテナとローマ神話に登場する女神・ミネルバから命名された。監督はAthenaが種田佳織（岡山湯郷監督）、Minervaが村松浩（浦和監督）。
- 第9節終了時点（2012年6月10日）で、6試合以上出場した選手。
- 各チーム7名（GK-1、DF・MF・FW-各2名）はサポーターによる投票の中から選ばれた選手、9名は該当チーム監督、コーチによる推薦により決定する。ただし1チームから1名以上選出する。
- サポーターによる投票は公式ウェブサイトにてインターネット投票とハガキ投票を実施、各々一人1回のみ。

#### 試合結果
| #6 | 2012年9月9日 14:00 |

| Athena                          | 2 - 1 | Minerva         |
| 保坂のどか 16分 · 松岡実希 73分 |       | 荒川恵理子 30分 |

| NACK5スタジアム大宮 観客数: 5,946 主審: 梶山芙紗子 副審: 須永久美、坊薗真琴 第4の審判: 米村真由美 |

- プレナスMVP賞：宮間あや (Athena)

### 第7回 （2013年）
- 第7回のオールスター戦は同年9月1日にエディオンスタジアム広島で開催された。
- 主催：公益財団法人日本サッカー協会　一般社団法人日本女子サッカーリーグ
- 主管：一般社団法人日本女子サッカーリーグ　公益財団法人広島県サッカー協会

選出方法
- オールスター戦は「プレナスなでしこリーグカップ2013」決勝戦の前座試合として行なわれ、決勝に進出したINACと岡山湯郷ベルの選手は選出しない。
- チーム分けは2013 プレナスなでしこリーグ第9節終了時点での順位の上位から順番にPantera（ベレーザ、仙台L、千葉L、吉備国大）とEstrela（伊賀FC、新潟L、浦和、大阪高槻）に分けられる。チーム名はポルトガル語でそれぞれPantera（パンテーラ）が「豹」、Estrela（エストレーラ）が「星」を意味する。監督はPanteraが寺谷真弓（ベレーザ監督）、Estrelaが浅野哲也（伊賀FC監督）。
- 第9節終了時点（2013年5月19日）で、6試合以上出場した選手。
- 各チーム7名（GK-1、DF・MF・FW-各2名）はサポーターによる投票の中から選ばれた選手、9名は該当チーム監督、コーチによる推薦により決定する。ただし1チームから1名以上選出する。
- サポーターによる投票は公式ウェブサイトにてインターネット投票とハガキ投票を実施、各々一人1回のみ。

#### 試合結果
| #7 | 2013年9月1日 13:45 |

| Pantera                         | 2 - 2 | Estrela               |
| 安本紗和子 56分 · 高良亮子 59分 |       | 大石沙弥香 49分, 51分 |

| エディオンスタジアム広島 観客数: 2,862 主審: 桑原里佳子 副審: 大畠千枝、竹下聖 |

- MVP賞：大石沙弥香 (Estrela)[3]

#### 選出メンバー
- 太字はサポーター投票選出、数字は背番号、(Cap.)はチームキャプテン

Pantera
- 監督：寺谷真弓 (ベレーザ)
- コーチ：千葉泰伸 (仙台L)
- GK：12.天野実咲 (仙台L  45分)
- DF：7.有吉佐織 (ベレーザ)　4.(Cap.)岩清水梓 (ベレーザ)　2.長船加奈 (仙台L)　3.高良亮子 (仙台L)
- MF：14.杉田亜未 (吉備国大  45分)　6.阪口夢穂 (ベレーザ)　16.川村優理 (千葉L  45分)　10.上辻佑実 (仙台L)
- FW：8.深澤里沙 (千葉L  45分)　15.川村真理 (千葉L  45分)

SUB
- GK：1.曽山加奈子 (ベレーザ  45分)
- DF：5.清水梨紗 (ベレーザ  45分)
- MF：13.原菜摘子 (ベレーザ  45分)
- FW：9.田中美南 (ベレーザ  45分)　11.安本紗和子 (仙台L  45分)

Estrela
- 監督：浅野哲也 (伊賀FC)
- コーチ：能仲太司 (新潟L)
- GK：1.池田咲紀子 (浦和  45分)
- DF：3.宮迫たまみ (伊賀FC  45分)　4.北原佳奈 (新潟L)　5.坂本理保 (浦和)
- MF：8.清原万里江 (伊賀FC  45分)　13.那須麻衣子 (伊賀FC)　10.上尾野辺めぐみ (新潟L)　15.山崎円美 (新潟L)
- FW：9.安田有希 (浦和)　16.吉良知夏 (浦和  45分)　14.(Cap.)丸山桂里奈 (大阪高槻  45分)

SUB
- GK：12.大野摩耶 (大阪高槻  45分)
- DF：2.畑中美友香 (大阪高槻  45分)
- MF：6.佐藤楓 (大阪高槻  45分)
- FW：7.中出ひかり (伊賀FC  45分)　11.大石沙弥香 (新潟L  45分)

### 第8回 （2014年）
- 第8回のオールスター戦は同年8月23日に味の素フィールド西が丘で開催された。
- 主催：公益財団法人日本サッカー協会　一般社団法人日本女子サッカーリーグ
- 主管：一般社団法人日本女子サッカーリーグ　公益財団法人東京都サッカー協会
- 後援：東京都　東京都北区　東京都北区教育委員会

選出方法
- 今回は2009年以来、なでしこリーグの全10チームが出場。
- チーム分けは2013 プレナスなでしこリーグの最終順位を基に、奇数順位チームをSELVA（I神戸、湯郷ベル、仙台L、千葉L、吉備国大）、偶数順位チームをPOLKA（ベレーザ、伊賀FC、浦和、新潟L、AS埼玉）とする。監督はSELVAが前田浩二（I神戸監督）、POLKAが寺谷真弓（ベレーザ監督）。
- 第10節終了時点（2014年6月22日）で、7試合以上出場した選手。
- 各チーム7名（GK-1、DF・MF・FW-各2名）はサポーターによる投票の中から選ばれた選手、13名は該当チーム監督、コーチによる推薦により決定する。ただし1チームから1名以上選出する。
- サポーターによる投票は公式ウェブサイトにてインターネット投票とハガキ投票を実施、各々一人1回のみ。

#### 試合結果
| #8 | 2014年8月23日 18:30 |

| SELVA       | 1 - 3 | POLKA                                        |
| 京川舞 50分 |       | 後藤三知 5分 · 杉田亜未 32分 · 吉良知夏 85分 |

| 味の素フィールド西が丘 観客数: 3,865 主審: 今泉奈美 副審: 坊薗真琴、佐々木里紗 |

- MVP賞：後藤三知

#### 選出メンバー
- 太字はサポーター投票選出、(Cap.)はチームキャプテン

SELVA
- 監督：前田浩二 (I神戸)
- コーチ：種田佳織 (湯郷ベル)
- GK：18.海堀あゆみ (I神戸 45分)
- DF：12.三宅史織 (I神戸)　2.長船加奈 (仙台L 45分)　4.浜田遥 (仙台L 45分)　3.櫻本尚子 (千葉L)
- MF：7.中島依美 (I神戸 45分)　8.(Cap.)澤穂希 (I神戸 45分)　10.宮間あや (湯郷ベル 45分)　20.深澤里沙 (千葉L 45分)
- FW：11.高瀬愛実 (I神戸 45分) 9.菅澤優衣香 (千葉L 45分)

SUB
- GK：1.福元美穂 (湯郷ベル 45分)
- DF：5.甲斐潤子 (I神戸 45分)　13.吉武愛美 (吉備国大 45分)
- MF：6.川村優理 (仙台L 45分)　14.中野真奈美 (湯郷ベル 45分)　15.上辻佑実 (仙台L 45分)　16.西川明花 (吉備国大 45分)
- FW：17.松岡実希 (湯郷ベル 45分)　19.京川舞 (I神戸 45分)

POLKA
- 監督：寺谷真弓 (ベレーザ)
- コーチ：浅野哲也 (伊賀FC)
- GK：18.曽山加奈子 (ベレーザ 45分)
- DF：3.岩清水梓 (ベレーザ 45分)　13.宮迫たまみ (伊賀FC 45分)　2.髙畑志帆 (浦和)　7.薊理絵 (AS埼玉 45分)
- MF：20.阪口夢穂 (ベレーザ 45分)　17.杉田亜未 (伊賀FC 45分)　8.猶本光 (浦和)　16.柴田華絵 (浦和 45分)
- FW：9.田中美南 (ベレーザ)　11.(Cap.)後藤三知 (浦和 45分)

SUB
- GK：1.山郷のぞみ (AS埼玉 45分)
- DF：4.北原佳奈 (新潟L 45分)　5.乗松瑠華 (浦和) 6.有吉佐織 (ベレーザ 45分)　14.小原由梨愛 (新潟L 45分)
- MF：10.上尾野辺めぐみ (新潟L 45分)　12.原菜摘子 (ベレーザ 45分)
- FW：15.吉良知夏 (浦和 45分)　19.荒川恵理子 (AS埼玉 45分)

## テレビ放送
- 第1回大会はフジテレビ739で生中継、フジテレビで深夜に録画放送された。
- 第2回大会はテレビ朝日で深夜に録画放送された。
- 第3回、第4回、第5回大会はテレ朝チャンネルで試合翌週に録画放送、第7回は同チャンネルで生中継された。
- 代替の2011年の大会はフジテレビ系地上波全国生中継された。

### 男子の公式戦
- J1リーグ・J2リーグ・J3リーグ
- Jリーグカップ
- 天皇杯

### 女子の公式戦
- なでしこリーグ
- なでしこリーグカップ
- 皇后杯

### 参考
- L・リーグカップ
- なでしこスーパーカップ
- JLSL東西対抗戦